# Усть-Анжа
Усть-Анжа — деревня в Саянском районе Красноярского края. Входит в состав  Нагорновского сельсовета.

## История
В 1926 году деревня состояла из 120 хозяйств, основное население — русские. В административном отношении являлась центром Усть-Анжевского сельсовета Агинского района Канского округа Сибирского края.

## Население
| 1926 | 2010 |
| ---- | ---- |
| 679  | ↘120 |

## Улицы
- ул. Набережная,
- ул. Рыбацкая,
- ул. Центральная.